# صموئيل إم. هاموند
صموئيل إم. هاموند (بالإنجليزية: Samuel M. Hammond)‏ هو طبيب أمريكي، ولد في 24 أكتوبر 1870 في نيو كانان في الولايات المتحدة، وتوفي في 20 نوفمبر 1934 في سانت بيترسبرغ في الولايات المتحدة.